# Ambrogio Minoja
Ambrogio Minoja (né le 22 octobre 1752 à Ospedaletto Lodigiano – mort à Milan le 3 août 1825) est un compositeur et professeur de chant italien.

## Biographie
Il étudie d'abord à Lodi puis va ensuite à Naples pour suivre l'enseignement de Nicola Sala. De retour en Lombardie, il s'installe à Milan, où il joue dans l'orchestre de la Scala en tant que claveciniste de 1781 à 1801.
En 1814, il est nommé censeur (directeur) du Conservatoire de Milan, un poste qu'il occupe jusqu'en 1824.

## Œuvres
Il compose en plus de nombreux morceaux de musique sacrée et de musique de chambre, deux opéras: 
- Tito nelle Gallie (livret retravaillé du Giulio Sabino de P. Giovannini, la Scala, Milan, 26 décembre 1786)
- L'Olimpiade (livret de Pietro Metastasio, teatro Argentina, Rome, 26 décembre 1787.

En 1812, il publie le traité Lettere sopra il canto (Luigi Mussi éditeur), dédié à Bonifazio Asioli, œuvre qui, trois ans plus tard, est également publiée en allemand.

## Source
- (it) Cet article est partiellement ou en totalité issu de l’article de Wikipédia en italien intitulé « Ambrogio Minoja » (voir la liste des auteurs).